# Javier Tejada Palacios
Javier Tejada Palacios (Castejón, Navarra 6 de gener de 1948) és un físic i científic navarrès especialitzat, dins de la física magnètica, en magnetisme quàntic. És catedràtic de Física de la Matèria Condensada en la Facultat de Física de la Universitat de Barcelona i director del Laboratori UBX.

## Biografia
Es llicencià en ciències físiques el 1970 i cinc després es doctorà. En l'actualitat és catedràtic de física de la matèria condensada a la Universitat de Barcelona (UB) i membre del grup d'investigació de magnetisme experimental. És membre de les següents institucions: Reial Societat Espanyola de Física, Societat Catalana de Física, New Academy of Sciences i American Physical Society.

### Assoliments científics més rellevants
- 1992 - Primera evidència experimental de l'efecte túnel de la magnetització
- 1996 - Descobriment de l'efecte túnel ressonant d'espín[3]
- 1999 - Descobriment de la coherència quàntica d'espín
- 2005 - Descobriment de la deflagració magnètica quàntica[4]

### Tasca docent i investigadora
Ha desenvolupat la seva formació acadèmica i professional a les següents universitats: Technische Universitat de Múnic, durant quatre anys; Université Paul Sabatier de Tolosa de Llenguadoc; Birmingham i Liverpool, al Regne Unit; Urbana Champaign d'Illinois; Berkeley i San Diego, a Califòrnia; CNRS de Grenoble; City University de Nova York i Los Angeles.

### Publicacions
Ha publicat 268 treballs a revistes internacionals com Science, Physical Review Letters, Physical Review, Europhysics Letters, Applied Physics Letters o Nature Materials, i les citacions d'aquests treballs arriben a tres mil. També ha publicat 200 articles a diaris com Diario de Navarra, El País, El Periódico de Catalunya o La Vanguardia.
Ha escrit tres llibres de text publicats per les editorials Cambridge University Press el 1998 i Rinton Press de Princeton el 2006, i ha estat invitat a 98 conferències internacionals a diverses universitats i centres d'investigació, així com 24 conferències a Espanya.

### Patents
Posseeix 15 patents d'àmbit internacional aconseguides en col·laboració amb empreses i institucions com Xerox, Carburos Metálicos, Premo, Endesa, Samca o Banc Central Europeu (sobre mètodes de seguretat per a la moneda europea). També ha dirigit 27 projectes d'investigació bàsica, 18 d'investigació aplicada amb empreses, 17 tesines i 25 tesis doctorals.

## Premis per la seva tasca científica
Entre els premis que ha rebut destaquen
- 1983 - Premi d'Innovació Educativa del Ministeri d'Educació i Ciència d'Espanya
- 1994 - Medalla Narcís Monturiol de la Generalitat de Catalunya
- 1996 - Doctor Honoris causa per la Universitat de Nova York a més de candidat al premi Nobel pel descobriment de l'"efecte túnel".
- 1998 - International Award of Xerox Foundation
- 2000 - Fellow of the American Physical Society
- 2000 - Premi de Telecomunicacions "Salva y Campillo"
- 2001 - Distinció de la Generalitat de Catalunya com a investigador reconegut
- 2006 - Premio "Príncep de Viana" de la Cultura del Govern de Navarra (juny de 2006)[6]
- 2009 - Premi Nacional d'Investigació, àrea de Cièncias Físiques, Materials i de la Terra, atorgats pel Ministeri d'Educació d'Espanya[7]